# Tricarinodynerus ventralis
Tricarinodynerus ventralis är en stekelart som först beskrevs av Henri Saussure 1890.  Tricarinodynerus ventralis ingår i släktet Tricarinodynerus och familjen Eumenidae. Inga underarter finns listade i Catalogue of Life.